# Initiative populaire « pour une extension des droits populaires lors de l'octroi par la Confédération de concessions pour l'utilisation des forces hydrauliques »
L'initiative populaire  « pour une extension des droits populaires lors de l'octroi par la Confédération de concessions pour l'utilisation des forces hydrauliques » est une initiative populaire suisse, rejetée par le peuple et les cantons le 13 mai 1956.

## Contenu
L'initiative propose de modifier l'article 89 de la Constitution fédérale pour préciser que les concessions octroyées par la Confédération pour l'utilisation des forces hydrauliques sont soumises au référendum facultatif.
Le texte complet de l'initiative peut être consulté sur le site de la Chancellerie fédérale.

## Déroulement

### Contexte historique
La construction d'une usine à Rheinau fait partie du plan général mis en place en 1922 entre la Suisse et l'Allemagne pour rendre le Rhin navigable entre le lac de Constance et Bâle. Ce plan prévoyait toute une série de paliers, dont certains couplés avec des usines au bord de l'eau, afin de compenser les quelque 150 mètres de dénivelé.
La concession est accordée par le Conseil fédéral, en accord avec le gouvernement du Land allemand de Bade-Wurtemberg, le 22 décembre 1944 avec l'accord de tous les groupes impliqués ; Elle comprend la construction d'un barrage sur le Rhin, d'une centrale avec turbines et d'une galerie de dérivation.
Retardés par la Seconde Guerre mondiale les travaux de construction de l'usine commencent en 1952. C'est alors que se forme un nouveau mouvement d'opposition à Schaffhouse, appelé Rheinau-Komitee qui, après plusieurs manœuvres visant à faire clore le chantier, finissent par lancer deux initiatives. Outre celle-ci, une autre est également déposée demandant le retrait de la concession ; cette dernière sera sèchement refusée en votation populaire le 5 décembre 1954 par l'ensemble des cantons, à l'exception de celui de Schaffhouse.

### Récolte des signatures et dépôt de l'initiative
La récolte des 50 000 signatures a débuté le 31 août 1952. L'initiative a été déposée le 24 février de l'année suivante à la chancellerie fédérale qui l'a déclarée valide le 20 mars.

### Discussions et recommandations des autorités
Le parlement et le Conseil fédéral recommandent le rejet de cette initiative. Dans son rapport aux chambres fédérales, le gouvernement reconnait la noblesse du but recherché (ménager la beauté des sites et la conserver intacte), tout en rejetant le moyen proposé. Il démontre en effet que, selon lui, l'initiative est critiquable à la fois sur le plan juridique, sur le plan politique et sur le plan pratique, l'utilisation du référendum étant réservé aux lois et arrêtés de portée générale, et non « à des actes administratifs tels que l'octroi de concessions de droits d'eau ».

### Votation
Soumise à la votation le 13 mai 1956, l'initiative est refusée par 17 5/2 cantons et par 63,1 % des suffrages exprimés. Le tableau ci-dessous détaille les résultats par cantons :